# Тяговая подстанция № 11
Тя́говая подста́нция № 11, известная как «Блокадная подстанция», расположена по адресу: Санкт-Петербург, набережная реки Фонтанки, 3, лит. А.

## Архитектура
Здание выстроено по экспериментальному проекту, разработанному в 1920-е гг. Исследователи приписывают авторство ленинградскому архитектору Р. Н. Кохановой. Однако, этот факт вызывает у некоторых экспертов сомнения, так как год начала проектирования здания — это и год окончания Раисой Кохановой ЛВХТИ.
Здание было построено в 1932 году и представляет собой яркий пример супрематической архитектуры Ленинграда, редкий в центральных районах Петербурга образец производственного сооружения, решённого в приёмах конструктивизма. Подобные проекты создавались в то время под влиянием ленинских планов электрификации страны и поставленной задачи обеспечения рабочих новым видом транспорта, который предстояло развивать. Здание является историческим памятником советскому плану ГОЭЛРО и произведением архитектуры, выполненным в духе идей и стилистики конструктивизма.
Здание грамотно вписано в линию набережной с градостроительной точки зрения. Эта камерная служебная постройка немножко углублена за красную линию. Здание не доминирует, не выделяется цветом, не превышает высоту цирка — от цирка идёт ступенчатое понижение объёмов от трёх- до одноэтажного. Архитектурная композиция прямо соотносится с функцией и строго продумана, представляет собой сочетание простых геометрических элементов в определенной закономерности: игра повышений-понижений от вертикально ориентированных объёмов переходит в горизонтальное «затухание». Разбивка окон ритмична и также имеет определённую закономерность: доминирующие в композиции объёмы подчёркнуты вертикальной полосой остекления, а вытянутый по набережной объём имеет горизонтальную ленту с чередованием окон и окрашенных плоскостей фасада.
Асимметрия плана выдаёт функциональное назначение постройки. Производственная часть запроектирована в многоэтажном объёме, расположенном перпендикулярно набережной в глубине участка. Ртутные выпрямители, щит управления и распределительное устройство постоянного тока напряжением 600 В размещались в машинном зале. В отдельных камерах располагались силовые трансформаторы. Распределительное устройство переменного тока напряжением 6 кВ занимало два этажа: в верхнем находились шинные полки, в нижнем — коридор управления и взрывные камеры масляных выключателей. Имелся кабельный подвал, помещение для аккумуляторной батареи, двухэтажная трансформаторная мастерская. Трёхэтажная башня для резервуара с водой вынесена на красную линию, а небольшая жилая часть как бы вытягивает здание в северном направлении в плане.
|  |  |  |  |  |  |  |  |  |

## Непосредственная функция подстанции
Здание принадлежит ГУП СПб «Горэлектротранс» и до 2014 года обеспечивало напряжением троллейбусную и трамвайную сеть Центрального района города, выдавая напряжение 550 В. Здесь находился районно-диспетчерский пункт, на который было завязано управление десятками подстанций «Горэлектротранса». Весной 2014 года подстанция была отключена, 5 марта принята как выведенная из эксплуатации.

## Памятник Великой Отечественной войны
8 марта 1942 года с ТЭС «Красный Октябрь» стало поступать напряжение. Подстанция № 11, наряду с подстанцией № 15 и подстанцией № 20, дала ток в сеть и обеспечила возможность движения в центре города и на Выборгской стороне сначала грузового, а с 15 апреля 1942 года регулярного пассажирского трамвая. На здании размещается мемориальная доска 

Подвигу трамвайщиков блокадного Ленинграда. После суровой зимы 1941—1942 года эта тяговая подстанция дала энергию в сеть и обеспечила движение возрождённого трамвая

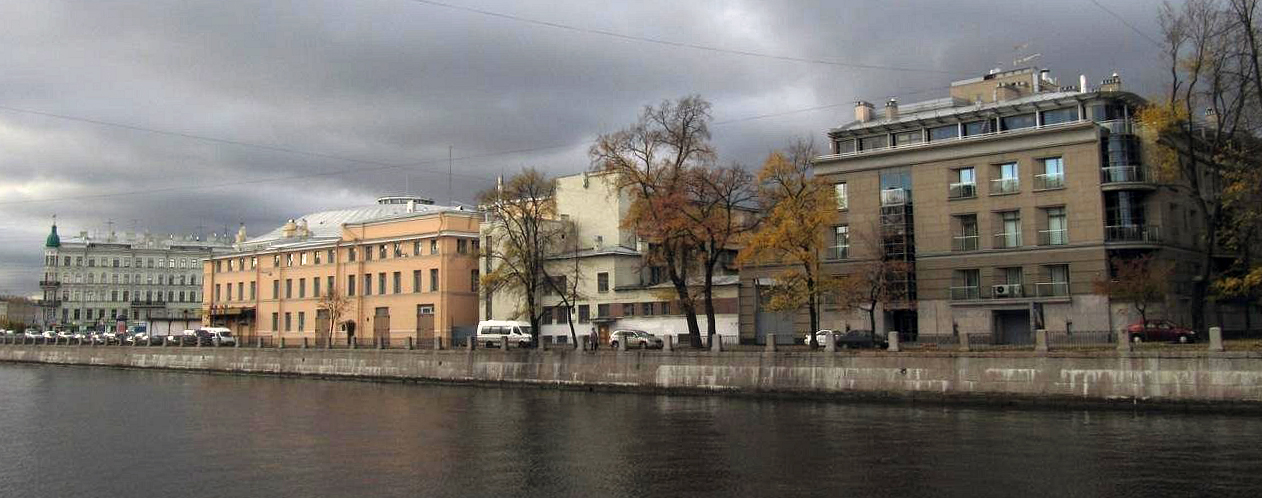
Здание подстанции среди разновременных построек на наб. Фонтанки
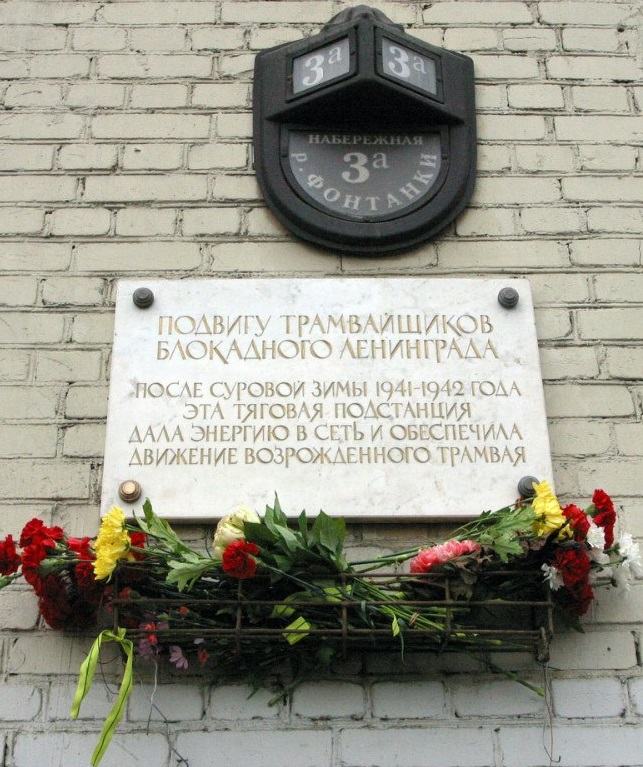
Мемориальная доска

### Значение трамвая для жителей осаждённого города
Единственным видом городского транспорта, который работал в Ленинграде практически всю блокаду, был трамвай. Он ездил под бомбежками, доставлял людей и грузы в самые опасные районы, расположенные практически на линии фронта, обеспечивал нужды городского хозяйства. Ленинградцы относились к трамваю как к одушевленному существу.

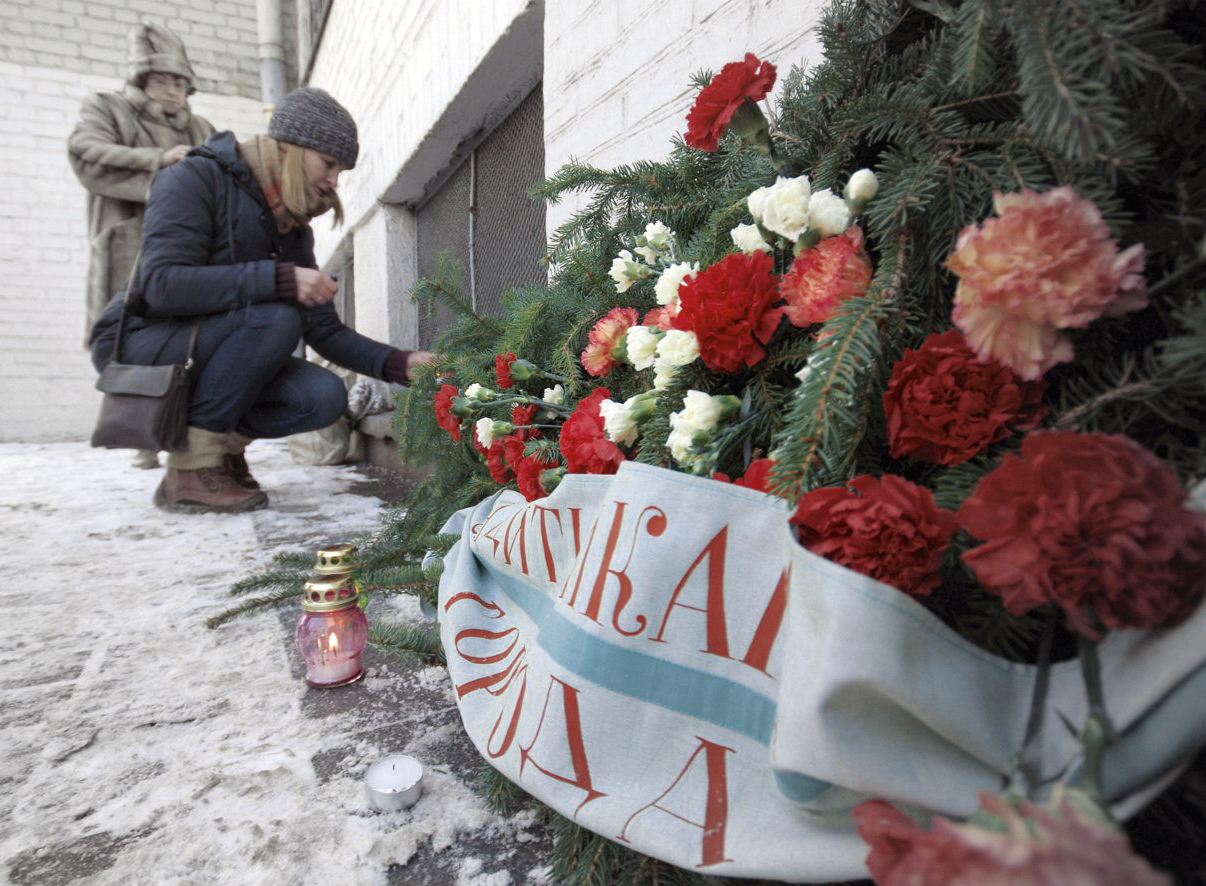
18 января 2014 г.

8 декабря 1941 года регулярное трамвайное движение в городе замерло. В течение месяца отдельные вагоны еще двигались по улицам, но в январе 1942 года с прекращением подачи электроэнергии движение электротранспорта остановилось полностью. 52 поезда так и остались на улицах на всю зиму. Три с половиной месяца изможденным от голода и страданий людям приходилось передвигаться по городу только пешком, даже если они работали далеко от дома. По свидетельству Д. С. Лихачёва,
… когда остановка трамвайного движения добавила к обычной, ежедневной трудовой нагрузке ещё два-три часа пешеходного марша от места жительства к месту работы и обратно, это обусловливало дополнительное расходование калорий. Очень часто люди умирали от внезапной остановки сердца, потери сознания и замерзания в пути.
Город бросил все силы на то, чтобы весной 1942 года возобновить трамвайное движение. Потребовалось восстановить около половины всей эксплуатируемой в то время контактной сети — примерно 150 км. 8 марта по городу пошли грузовые трамваи. С их помощью шла очистка города от мусора, снега и нечистот. А 15 апреля открылось пассажирское движение. Для ленинградцев это было настоящим праздником. Николай Тихонов в «Ленинградских рассказах» (1942 г.) вспоминает:
По расчищенному Невскому проспекту пошел первый вагон трамвая. Люди бросили работы, смотрели, как дети на игрушку, на бежавший по рельсам вагон, и вдруг раздались аплодисменты десятков тысяч. Это ленинградцы овацией встречали первый воскресший вагон. А вожатая вела вагон и стряхивала слезы, которые набегали на глаза. Но это были слезы радости, и она вела вагон, и плакала, и не скрывала этих слез.
С началом войны специфика работы Трамвайно-троллейбусного управления изменилась. К обычным пассажирским трамваям добавились специальные санитарные трамвайные поезда; грузовые трамваи доставляли к станциям железных дорог оборудование, предназначенное к эвакуации, возили сырье и топливо для заводов и фабрик, продукты в магазины и песок для нужд МПВО и литейного производства. В мастерских и депо «Лентрамвая» стали выпускаться детали для мин, ведущие колеса для танков, выполнялись другие оборонные заказы.

### Восстановление тяговых подстанций весной 1942 года

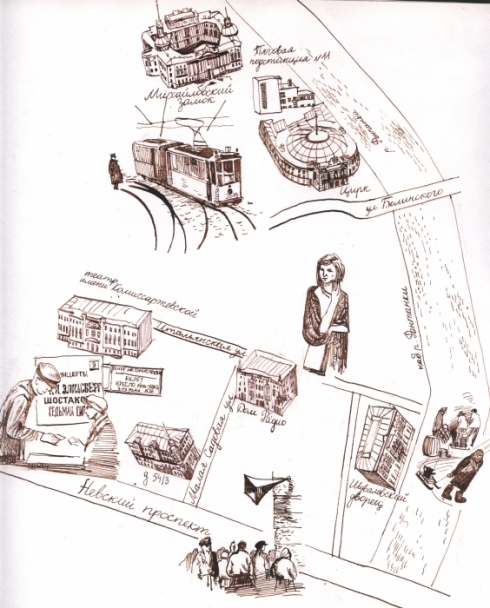
Подстанция и «Маршрут Памяти»

Руководством города была поставлена задача открыть 15 апреля регулярное пассажирское движение. Принимавший участие в подготовке тяговых подстанций к пуску трамвая известный физик Лев Сена вспоминал:
В конце февраля 1942 года ко мне пришел друг детства Виталий Немзер и спросил, не хочу ли я принять участие в восстановлении трамвайных подстанций, на которых стояли ртутные выпрямители. Ими-то я и занимался в течение нескольких лет перед войной. Когда речь зашла о должности, он замялся, а затем сказал, что могут дать монтера седьмого разряда. Но меня это как раз обрадовало, потому что давало рабочую карточку... Однако начало работы к ртутным выпрямителям отношения не имело. Дело в том, что выпрямители охлаждаются водой, а трубы во многих местах треснули. Встала задача, как их восстановить. Электросварки у нас не было, да мы и не умели. Разобрать их, нарезать новую резьбу – у нас, дистрофиков, не хватило бы сил. Мы придумали необычный способ «лечить раненные места». На свои деньги мы покупали в аптеке резиновые бинты, которыми обычно бинтуют связки спортсмены, мазали трубу суриком, которого, к счастью, было достаточно, наматывали на это место бинт, снова мазали суриком, а сверху туго заматывали так называемой прочной киперной лентой. Сверху – снова суриком. Этот способ лечения себя полностью оправдал... Так было восстановлено водяное охлаждение на большинстве подстанций: Клинской, Центральной, Некрасовской, Лесной и других…» Много лет спустя, в 1980-е годы, на многих подстанциях меняли трубы водоснабжения и слесари очень были удивлены странным «заплатам на трубах», которые простояли более 40 лет.

### Место подстанции в «Маршруте Памяти»
Несмотря на то, что подстанций, давших напряжение весной 1942 года, было три, именно эта стала в общественном сознании главным мемориалом блокадного трамвая. К ней приносят цветы, приходят ветераны. Местоположение подстанции делает её неотъемлемой частью на «Маршруте памяти»: в пяти минутах ходьбы находятся «Блокадная прорубь», «Дом Радио», памятный знак «Блокадный репродуктор» и др. Существует традиция совершать поездку на музейном трамвае от трампарка им. Леонова до подстанции у цирка. Во время поездок проходят встречи ветеранов со школьниками и студентами.

## Угроза утраты объекта
В декабре 2009 года правительством города было выпущено постановление о реконструкции тяговой подстанции № 11 и строительстве гостиницы. Пост вице-губернатора по строительству занимал тогда Александр Вахмистров.
Инвестор — Группа «ЛСР» (генеральным директором которой является бывший вице-губернатор Александр Вахмистров), выкупившая в 2013 года права у предыдущего инвестора ООО «Роял Гарденс отель» — намерена возвести на месте подстанции шестиэтажное здание апартамент-отеля. Согласно закону «О границах зон охраны объектов культурного наследия», в центре Петербурга запрещено новое строительство. Поэтому проект был подан как реконструкция здания подстанции. В архитектуре же нового здания с сдаваемыми в долгосрочную аренду элитными квартирами никак не предполагается ни сохранение образа подстанции, ни размещение памятных знаков о подвиге блокадных трамвайщиков.
Историко-культурная экспертиза здания, которая признала существующее здание не имеющим ценности была выполнена по заказу инвестора компанией «Арт-Деко» в 2009 году. Указывалось на аварийное состояние здания с 60 % износом конструкций (в 2014 году на совещании у вице-губернатора Марата Оганесяна информация об аварийном состоянии была опровергнута). 15 ноября 2010 года сдан проект переноса мощностей Горэлектротранса. 16 декабря 2010 года Совет по сохранению культурного наследия Санкт-Петербурга одобрил большинством голосов снос здания. После начала процедуры рассмотрения новой историко-культурной экспертизы ВООПИиК в апреле 2014 года все строительные работы были приостановлены. Группа «ЛСР» обратилась с письмом к губернатору, заявив о нарушениях в процессе рассмотрения новой экспертизы и попросила пересмотреть решение Совета либо — компенсировать понесенные затраты (более 400 млн рублей). В феврале 2015 года КГИОП признал несоответствующей законодательству экспертизу ВООПИиК. «По нашим данным, застройщик сейчас „делает“ свою экспертизу, по которой этому участку будет придан статус достопримечательного места, позволяющего вести хозяйственную деятельность», — говорит депутат ЗакСа Борис Вишневский.
21.11.2016 Правительство Петербурга отменило постановление № 1501 от 22.12.2009 года, предоставившее здание подстанции для реконструкции под апартамент-отель.

### Действия защитников
Против сноса выступили ветераны и жители города. У градозащитников имеется альтернативный проект: организация в этом месте мемориала «Стена памяти».
Ежегодно в памятные даты (8 марта, 15 апреля, 18 и 27 января) у стен подстанции собираются блокадники и все, кому не безразлична судьба памятника. В феврале 2013 года появились сообщения, что здание просит передать Санкт-Петербургскому государственному цирку новый художественный руководитель Вячеслав Полунин. 15 апреля 2013 года парламентская комиссия по культуре обратилась к губернатору в защиту «Блокадной подстанции». По словам председателя комиссии Максима Резника, мнение всех депутатов, входящих в комиссию, было единодушным, независимо от фракции. Депутаты городского парламента также обратились к губернатору после того, как градозащитники 18 января 2014 года обнаружили пропажу мемориальной доски (доску вернули на место на следующий день).
6 марта 2014 г. Всероссийское общество охраны памятников (ВООПИиК) подало в КГИОП Акт по итогам историко-культурной экспертизы, дающей Блокадной подстанции статус выявленного объекта культурного наследия. По закону с этого момента любые работы на здании запрещены. 8 апреля 2014 г. ветераны и инициативные петербуржцы подали в Куйбышевский районный суд Петербурга иск с просьбой обязать Госстройнадзор аннулировать выданное «Группе ЛСР» разрешение на снос. 9 апреля 2014 г. состоялось заседание Совета по сохранению культурного наследия. За включение здания в список объектов культурного наследия проголосовало большинство, но экспертиза была отправлена КГИОП на доработку. 28 марта 2016 г. Совет ещё раз проголосовал за включение здания тяговой подстанции № 11 в реестр объектов культурного наследия. За высказались 22 члена Совета, против — 8. Также рекомендовано присвоить охранный статус тяговым подстанциям № 5, подстанция № 15, № 20. Все они участвовали в запуске трамвайного движения весной 1942 года.

### Проект оформления фасада «Стена памяти»
В 2011 году градозащитниками был предложен проект оформления фасада здания, смысл которого заключается в демонстрации серии фотоиллюстраций с эпизодами из жизни осаждённого города. Фотоэкспозиция формирует горизонтальную полосу, что подчеркнёт архитектуру здания. Также расположенные вплотную друг к другу фотографии создадут эффект развёрнутой вдоль фасада киноленты. В вертикальном оконном проёме самого высокого объёма предполагается сделать динамичную мерцающую подсветку как бы подчёркивая назначение здания как электроподстанции.

## Блокадная подстанция в творчестве
В 2015 году градозащитники и режиссёр-любитель под коллективным псевдонимом «Трамвайная студия гор. Санкт-Петербург» сняли любительский художественный фильм о судьбе здания «Сказка о блокадной подстанции».